# Hercílio Luz Futebol Clube
L'Hercílio Luz Futebol Clube, meglio noto come Hercílio Luz, è una società calcistica brasiliana con sede nella città di Tubarão, nello stato di Santa Catarina.

## Storia
Il club è stato fondato il 28 dicembre 1918. Ha vinto il Campionato Catarinense nel 1957 e nel 1958. L'Hercílio Luz ha partecipato alla Taça Brasil nel 1959, dove è stato eliminato al primo turno dall'Atlético Paranaense.

## Palmarès

### Competizioni statali
- Campionato Catarinense: 2

1957, 1958